# حالت فلش
«حالت فلش» (به انگلیسی: Flash Pose) ترانه‌ای از خوانندهٔ و درگ کوئین برزیلی پابلو ویتار به‌همراه خوانندهٔ انگلیسی چارلی ایکس‌سی‌ایکس می‌‎باشد که در ۲۵ ژوئیهٔ سال ۲۰۱۹ به‌عنوان تک‌آهنگ اصلی ئی‌پی ۱۱۱ ۱ آلبوم و ۱۱۱ ویتار منتشر گردید. این ترانه بعد از «بدستش اوردم» که متعلق به میکس‌تیپ پاپ ۲ چارلی دومین همکاری چارلی ایکس‌سی‌ایکس و ویتار می‌باشد و بعد از این ترانه «بلرزونش» از چارلی سومین همکاری آن‌ها می‌باشد.